# Gonomyia (Leiponeura) pallicostata
Gonomyia (Leiponeura) pallicostata is een tweevleugelige uit de familie steltmuggen (Limoniidae). De soort komt voor in het Oriëntaals gebied.